# 岡村左右松
岡村左右松（1864年—？），日本肥前國（今長崎縣）人，明治、大正、昭和時代的實業家，曾創立五間厝神社，並著有《皇道日本與東亞問題之將來》一書。

## 生平
岡村在元治元年（1864年）和曆十二月出生於肥前國彼杵郡川棚村，為長崎縣士族岡村所兵衛的三男。1880年長崎師範學校畢業，1882年前往東都遊學，進入中村正直所開設的私塾同人社，1886年畢業。畢業後進入朝野新聞社擔任記者，一年後辭職，投身實業界。1888年10月參與設立札幌製糖株式會社，1898年10月任王子製紙株式會社氣田分社支配人，為藤山雷太的同事，但在1903年10月因病辭職。1906年，進入日本火災保險株式會社工作，歷任九州、仙臺等支店店長。
1909年日糖事件爆發後，藤山雷太接任大日本製糖株式會社社長，並延攬岡村入社，岡村遂於1909年進入該社服務。起初，其擔任大日本製糖株式會社臺灣工場主事，之後成為理事。任內積極開發社有地、改良製作蔗糖技術及甘蔗種類，擴建臺灣第二工場，主導濁水溪治水工程，設立五間厝水利組合，沿海地區設置防砂防風林，藉此穩定原料區的蔗作產量。他也對虎尾溪的護岸工程給予極大的幫助，藤山雷太稱其為「真正的『幕後功臣』」。
1916年，岡村向臺灣總督府請願，以培養敬神觀念，嘉義神社距離虎尾太過遙遠為由，申請建立五間厝神社，最後請求獲得批准。獲得批准後，岡村擔任五間厝神社創立委員長，1917年5月25日，神社舉行鎮座式，五間厝神社因此成為虎尾第一座神社。
1917年12月，藤山雷太創立「朝鮮製糖株式會社」，岡村與另外兩名隨行者選定廠址，獲取耕地，並擔任該社取締役。1919年，就任臺灣工場監察役，同年參與設立朝鮮產業鐵道株式會社，並擔任該社社長。
此外，岡村也曾擔任東邦炭礦株式會社、東京鉛板株式會社、雨龍炭礦株式會社取締役、日本混凝土管株式會社監査役。